# Giovanni Battista Cortesi
Giovanni Battista Cortesi (Bologna, data incerta tra 1553-1554 – Reggio Calabria, data incerta nel 1634) è stato un medico italiano.

## Biografia
Giovanni Battista Cortesi nasce (tra 1553 e 1554) da una famiglia bolognese di umili origini. A causa delle disagiate condizioni economiche fu costretto, dall'età di 15 anni, a esercitare la professione di addetto ai servizi dei bagni caldi e di garzone di barbiere. La professione di garzone di barbiere lo avvicinò all'Ospedale di Santa Maria della Morte, dove venne esaltata la sua intelligenza e capacità nello studio. All'interno di questo ambiente si dedicò allo studio della grammatica, della filosofia e della medicina e, dopo aver vinto il concorso di assistente, poté osservare numerose operazioni chirurgiche in prima persona. 

### Docenza universitaria
Le conoscenze acquisite all'interno dell'ospedale gli permisero di conseguire nell'aprile del 1583, presso l' Università di Bologna, la laurea in medicina. La stessa Università, nel 1589, lo vedrà docente di  anatomia come successore del collega Giulio Cesare Aranzi. Mantenne la cattedra fino al 1592.
Successivamente alla laurea si indirizzò verso studi anatomici nel campo della chirurgia plastica e in particolare della rinoplastica, grazie soprattutto all'influenza dei suoi più importanti maestri Gian Ludovico Cartari e Gaspare Tagliacozzi. Si dedico alla dissezione anatomica esercitandosi con Ulisse Aldrovandi, con cui rimase in corrispondenza fino alla sua partenza da Bologna. 
A partire dal 1589 gli venne offerta la professione di docente presso l'Università di Bologna con un compenso di 800 scudi, da lui prontamente accettata. Tuttavia fu spinto a chiedere anche un sussidio di 200 scudi e si dedicò all'insegnamento privato.
Fondamentale per la sua crescita professionale fu l'esperienza del 1591 al fianco delle truppe inviate in Romagna dalla Toscana e dall'Emilia per eliminare il brigantaggio in quelle zone; periodo fruttuoso non solo dal punto di vista delle conoscenze, ma anche dei guadagni.
Grazie alla sua fama di chirurgo, nel 1592 dalla Francia gli giunse l'invito a recarsi a prestare cura al Cardinale Filippo Sega dove si trattenne alcuni mesi.

### Periodo messinese
Nel 1598 gli fu offerta dal Senato di Messina la cattedra di medicina presso l'Università locale, dove guadagnò così tanta stima che lo portò a rifiutare la cattedra bolognese da lui occupata negli anni precedenti. Qui, tuttavia, trovò non poche difficoltà per mancanza di mezzi tecnici e cadaveri da sezionare necessari per lo studio medico, come da lui testimoniato in alcuni suoi scritti. Presso l'università siciliana si dedicò anche all'insegnamento della botanica non mostrando però grande interesse in materia, vista la grande presenza di imperfezioni nel suo scritto Pharmacopea, Seu Antidotarium Messanensa.
Nell'ultimo periodo della sua vita si occupò di anatomia comparata godendo inoltre di una grande fama nell'ambito della chirurgia plastica grazie alle sue operazioni facciali compiute su numerosi personaggi illustri. 
All'età di ottanta anni, nel 1634, durante un viaggio per mare presso Reggio Calabria, nel tentativo di prestare cure mediche in quella zona, morì.

## Concezione medica e contributi alla medicina
L'influsso di Giovanni Battista Cortesi fu decisivo per la formazione della classe medica messinese. Fra i suoi discepoli ricordiamo Francesco Castelli, Giovanni Matteo Bardi, Andrea Trimarchi, Placido Alcara e Antonio Politi.
Le concezioni di fondo di Giovanni Battista Cortesi risultano profondamente legate alla teoria dei quattro umori, sulla cui correzione è basata tutta la farmacopea, alla funzione emopoietica del fegato, alla convinzione che le mammelle trasformassero il sangue in latte per il calore innato della sostanza ghiandolare. Cortesi scrive di dover individuare nel farmaco base, correttivo e adiuvante.
Si dedica inoltre con passione alla battaglia per cancellare ogni interferenza esterna alla pratica medica e alla farmacopea. Denuncia infatti ricette antiche e vulnerabili composte da spezie disparate e prodotte per fini lucrosi.
Numerose sono anche le sue invettive nei confronti di giovani medici privi di scrupoli che attentavano seriamente alla vita dei malati. Corrado Dollo scrive di lui riguardo alla sua esperienza a Messina: Più importanti però risultano a mio avviso gli insegnamenti specificatamente dottrinali giacché non si trova nell'isola uno studioso che abbia percorso con una tale autorevolezza i vari campi del sapere medico".
Cortesi è inoltre indirizzato alla medicina pratica per la cui corretta applicazione traccia numerose precisazione metodologiche che, nell'individuare i diversi ruoli del medico e dello speziale per la composizione dei farmaci, tolgono il primo dall'isolamento aristocratico e lo aprono al mondo dell'applicazione medica manuale.

## Opere

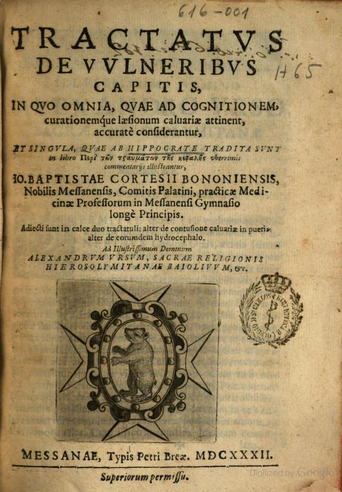
Tractatus De Vulnerabilis Capitis

Tutte le sue opere, pubblicate fra il 1619 e il 1635, costituiscono un tentativo di divulgazione medica e chirurgica.
Tali opere, giudicate ora meri lavori di compilazione, ora utili manuali per l'insegnamento e la chirurgia pratica, sono inoltre ricche di precise descrizioni e illustrazioni anatomiche, come quelle sul cervelletto (non scoperto ma solo studiato) e sul cervello, che non si distaccano sostanzialmente dalle indicazioni del Varolio; di questo ultimo utilizzò pure gli studi sul nervo ottico, mentre si guadagnò gli elogi del Morgagni per le sue ricerche sull'arteria carotide.

### Miscellaneorum Medicinalium Decades
La più rara e famosa opera di Cortesi è Miscellaneorum Medicinalium Decades pubblicata nel 1625 a Messina e divisa in dieci decadi. All'interno di questo scritto si dedica soprattutto all'anatomia attiva e contemplativa, trattando di medicazioni naturali e no, di plastica facciale, delle urine, delle cauterizzazioni al sincipite, di purghe e salassi. Nella terza decade, la più interessante, parla in modo approfondito di chirurgia plastica nasale, labiale e dell'orecchio, approfondendo i metodi del maestro Tagliacozzi. Questi scritti lo mostrano attento seguace delle prescrizioni consolidate nella tradizione dell'Antidotario di Mesue, ma non chiuso alle esperienze rinascimentali.

### Pharmacopea, Seu Antidotarium Messanensa
L'attenzione dedicata alle prescrizioni consolidate nella tradizione dell'Antidotario di Mesue la possiamo ritrovare anche all'interno del suo scritto minore Pharacopea, Seu Antidotarium Messanensa, nel quale scrive "Pharmacopoeia sive Antidotarium Messanense, in quo tum simplicia tum composita medicamenta, usu recepta accurate examinantur". L'opera denuncia il dilettantismo di alcuni medici messinesi che si dedicavano superficialmente al loro mestiere, i loro rimedi con strumenti non adatti e infine l'ignoranza di alcuni farmacisti tale da non comprendere alcune formule latine. L'opera è incanalata nell'alveo tradizionale della individuazione dell'efficienza dei medicinali e rapportata alla loro composizione. Basandosi anche sugli antidotari precedenti, Cortesi fornisce una chiara suddivisione dei farmaci che fu certamente utile a semplificare il metodo curativo nella regione siciliana. La definizione dei medicamenti è organizzata in una totalità logica, perfettamente adatta alla teoria dei quattro umori (Biliosi, Pituitosi, Malinconici, Misti), che resta in buona parte legata all' "Antidotario di Mesue". Nell'opera, inoltre, vi sono delle prese di posizione più caute, un ampio spazio dedicato alla balneazione e ai medicamenti tratti da alcuni succhi di ortaggi, che permette di intendere il crescente interesse popolare per la creazione di un orto locale.

### Tractatus De Vulnerabilis Capitis
Un secondo suo trattato è il Tractatus De Vulnerabilis Capitis, pubblicato nel 1632 che si rifà totalmente all'omonima opera di Ippocrate approfondendo particolarmente le lesioni del capo.

### In Universam Chirurgiam Absoluta Instituto
Un altro trattato di grande importanza è In Universam Chirurgiam Absoluta Instituto, pubblicato nel 1633 dove approfondisce l'ambito di chirurgia generale. Nella prima parte di questo trattato viene distinta la chirurgia teorica da quella pratica fornendo condizioni necessarie per un buon esercizio di essa, trattando specialmente tumori e analizzando cause e rimedi. Nella seconda parte analizza le ulcere; nella terza le ferite; nella quarta le fratture, riportando molte nozioni antiche.

### Practica Medicinae
Un'opera ancor più vasta attribuibile a Cortesi è Practica Medicinae, pubblicata nel 1635 nella quale vengono analizzate le infezioni esterne e interne del capo, la nutrizione e la generazione. In quest'opera come nelle altre vi sono inoltre ricche di descrizioni dettagliate e illustrazioni anatomiche come quelle sul cervello.